# Festival international du film de Toronto 2017
Le Festival international du film de Toronto 2017, 42e édition du festival (42nd annual Toronto International Film Festival ou TIFF), a lieu du 7 au 15 septembre 2017.
Le festival est ouvert par Borg vs. McEnroe du Danois Janus Metz Pedersen et clos par Le Sens de la fête d'Éric Toledano et Olivier Nakache.
Le People's Choice Award est remporté par le film Three Billboards : Les Panneaux de la vengeance de Martin McDonagh.

## Palmarès
| Prix                                       | Attribué à                                                         | Pays |
| ------------------------------------------ | ------------------------------------------------------------------ | ---- |
| People's Choice Award                      | Three Billboards : Les Panneaux de la vengeance de Martin McDonagh |      |
| People's Choice Award « Documentary »      | Visages, villages d'Agnès Varda et JR                              |      |
| People's Choice Award « Midnight Madness » | Bodied de Joseph Kahn                                              |      |
| Meilleur film canadien                     | Les Affamés de Robin Aubert                                        |      |
| Meilleur court métrage canadien            | Pre-Drink de Marc-Antoine Lemire                                   |      |
| Meilleur premier film canadien             | Luk'Luk'I de Wayne Wapeemukwa                                      |      |
| Prix FIPRESCI « Special Presentations »    | The Motive de Manuel Martín Cuenca                                 |      |
| Prix FIPRESCI « Discovery »                | Ava de Sadaf Foroughi                                              |      |
| Prix NETPAC                                | The Great Buddha+ de Huang Hsin-Yao                                |      |
| Meilleur court métrage international       | The Burden de Niki Lindroth von Bahr                               |      |
| Discovery Award                            |                                                                    |      |

## Sélection

### Gala Presentations
- 55 Steps de Bille August
- Borg vs. McEnroe de Janus Metz Pedersen
- Breathe de Andy Serkis
- Le Sens de la fête d'Éric Toledano et Olivier Nakache
- Le Secret des Kennedy (Chappaquiddick) de John Curran
- Les Heures sombres (Darkest Hour) de Joe Wright
- Film Stars Don't Die in Liverpool de Paul McGuigan
- Hochelaga, Land of Souls de François Girard
- Kings de Deniz Gamze Ergüven
- L'Échappée belle (The Leisure Seeker) de Paolo Virzì
- Long Time Running de Jennifer Baichwal and Nicholas de Pencier
- Mary Shelley de Haifaa al-Mansour
- La Montagne entre nous (The Mountain Between Us) de Hany Abu-Assad
- Mudbound de Dee Rees
- My Days of Mercy de Tali Shalom Ezer
- Stronger de David Gordon Green
- Three Christs de Jon Avnet
- The Upside de Neil Burger
- The Wife de Björn Runge
- Woman Walks Ahead de Susanna White

### Special Presentations
- 120 battements par minute de Robin Campillo
- Une femme fantastique (Una mujer fantástica) de Sebastián Lelio
- Une saison en France de Mahamat Saleh Haroun
- Battle of the Sexes de Jonathan Dayton et Valerie Faris
- The Brawler de Anurag Kashyap
- Parvana, une enfance en Afghanistan (The Breadwinner) de Nora Twomey
- Call Me by Your Name de Luca Guadagnino
- The Captain - L'Usurpateur (Der Hauptmann) de Robert Schwentke
- Prendre le large de Gaël Morel
- My Lady (The Children Act) de Richard Eyre
- The Conformist de Cai Shangjun
- The Cured de David Freyne
- The Current War : Les Pionniers de l'électricité (The Current War) de Alfonso Gomez-Rejon
- Désobéissance (Disobedience) de Sebastián Lelio
- Downsizing de Alexander Payne
- Une femme heureuse (The Escape) de Dominic Savage
- Eye on Juliet de Kim Nguyen
- D'abord, ils ont tué mon père (First They Killed My Father) de Angelina Jolie
- The Florida Project de Sean S. Baker
- Foxtrot de Samuel Maoz
- Les Gardiennes de Xavier Beauvois
- Hostiles de Scott Cooper
- The Hungry de Bornila Chatterjee
- I Love You, Daddy de Louis C.K.
- In the Fade de Fatih Akin
- Moi, Tonya (I, Tonya) de Craig Gillespie
- Journey's End de Saul Dibb
- Mise à mort du cerf sacré (The Killing of a Sacred Deer) de Yorgos Lanthimos
- Kodachrome de Mark Raso
- Lady Bird de Greta Gerwig
- La Route sauvage (Lean on Pete) de Andrew Haigh
- Escobar (Loving Pablo) de Fernando León de Aranoa
- Manhunt de John Woo
- The Secret Man: Mark Felt (Mark Felt: The Man Who Brought Down the White House) de Peter Landesman
- Le Secret des Marrowbone (Marrowbone) de Sergio G. Sánchez
- Making of Michael Jackson's Thriller de Jerry Kramer
- Mektoub, my love: canto uno de Abdellatif Kechiche
- Michael Jackson’s Thriller 3D de John Landis
- Le Grand jeu (Molly's Game) de Aaron Sorkin
- Mother! de Darren Aronofsky
- The Motive de Manuel Martín Cuenca
- Novitiate de Margaret Betts
- Numéro une de Tonie Marshall
- Omerta de Hansal Mehta
- Sur la plage de Chesil (On Chesil Beach) de Dominic Cooke
- Outside In (en) de Lynn Shelton
- Papillon de Michael Noer
- Plonger de Mélanie Laurent
- Le Prix du succès de Teddy Lussi-Modeste
- My Wonder Women (Professor Marston and the Wonder Women) de Angela Robinson
- Le Fidèle de Michaël R. Roskam
- Vers la lumière (Hikari) de Naomi Kawase
- Le Redoutable de Michel Hazanavicius
- The Rider de Chloé Zhao
- L'Affaire Roman J. (Roman Israel, Esq.) de Dan Gilroy
- La Forme de l'eau (The Shape of Water) de Guillermo del Toro
- Sheikh Jackson de Amr Salama
- The Square de Ruben Östlund
- Submergence de Wim Wenders
- Bienvenue à Suburbicon (Suburbicon) de George Clooney
- Thelma de Joachim Trier
- Three Billboards : Les Panneaux de la vengeance (Three Billboards Outside Ebbing, Missouri) de Martin McDonagh
- Three Peaks de Jan Zabeil
- Unicorn Store de Brie Larson
- Confident Royal (Victoria & Abdul) de Stephen Frears
- Who We Are Now de Matthew Newton
- You Disappear de Peter Schønau Fog
- Youth de Feng Xiaogang

### Midnight Madness
- Bodied de Joseph Kahn
- Section 99 (Brawl in Cell Block 99) de S. Craig Zahler
- The Crescent de Seth A. Smith
- The Disaster Artist de James Franco
- Downrange de Ryuhei Kitamura
- Great Choice de Robin Comisar
- Laissez bronzer les cadavres ! de Hélène Cattet and Bruno Forzani
- Mom and Dad de Brian Taylor
- Revenge de Coralie Fargeat
- The Ritual de David Bruckner
- Vampire Clay de Sôichi Umezawa

### Masters
- Le Jour d'après de Hong Sang-soo
- Visages, villages de Agnès Varda and JR
- First Reformed de Paul Schrader
- Happy End de Michael Haneke
- La Villa de Robert Guédiguian
- Faute d'amour de Andrey Zvyagintsev
- L'Autre Côté de l'espoir de Aki Kaurismäki
- Our People Will Be Healed (en) de Alanis Obomsawin
- Rainbow - A Private Affair de Paolo and Vittorio Taviani
- The Third Murder de Hirokazu Kore-eda
- Zama de Lucrecia Martel